# Francesco Mitta
Francesco Mitta, auch Franz Mitta (* 8. Dezember 1662 in Chiavenna; † nach dem 25. Juni 1721 in Hannover) war ein Barock-Baumeister lombardischer Herkunft, der etwa ab 1690 in Kurhannover und im Hochstift Hildesheim lebte und arbeitete.

## Leben

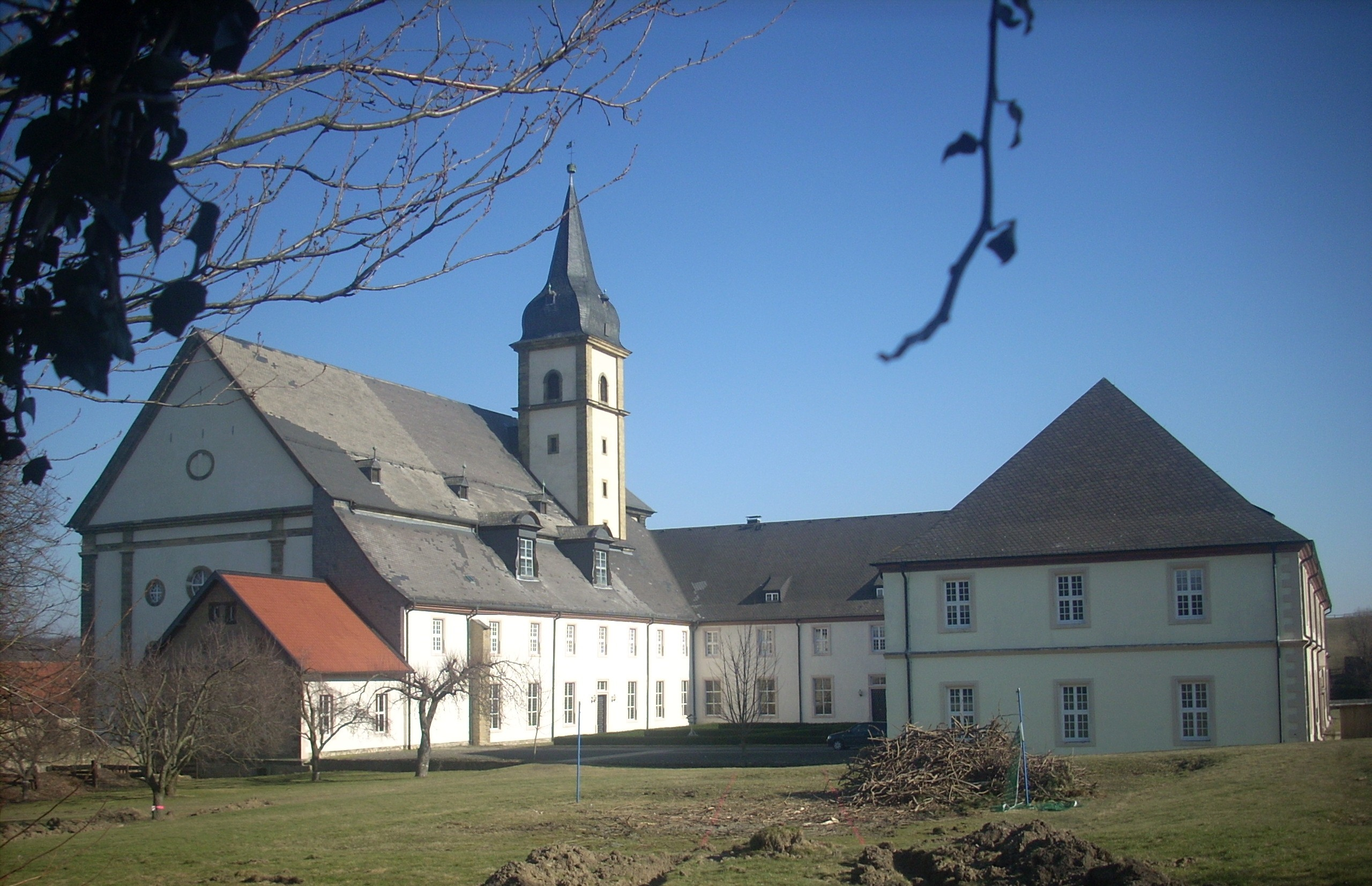
Kloster Grauhof

Francesco Mitta ist unter dem 8. Dezember 1662 im Taufregister der Pfarrkirche San Lorenzo in Chiavenna verzeichnet. Um 1690 ging er wie viele seiner Landsleute nach Norddeutschland, an dessen Fürstenhöfen der italienische Barockstil als vorbildlich galt. Propst Bernhard Goeken rief ihn nach Grauhof, wo er von 1701 bis zu seinem Tod den Neubau der Konventsgebäude und der Stiftskirche St. Georg leitete. Die Ausstattung der Kirche schuf nach seinen Vorgaben Lorenz Franz Biggen. Das Ensemble gilt als eine der bedeutendsten Barockanlagen Niedersachsens.
1698 heiratete Mitta in Grauhof Elisabeth Wiedemeyer. Dem Paar wurden zwischen 1699 und 1713 fünf Töchter und vier Söhne geboren. Die Tochter Maria Agnes heiratete 1729 in Grauhof Johann Daniel Köppel, einen Schüler und Mitarbeiter ihres Vaters. Francesco Mittas Sohn Anton wurde Forstmeister in Vöhrum; er änderte seinen Namen in Mittag.
Im Goslarer Ortsteil Ohlhof ist der Franz-Mitta-Weg nach Francesco Mitta benannt.